# Hetty Janssen
Henrica Agnes Maria (Hetty) Janssen-van Helvoort (Breda, 1 januari 1954) is een Nederlandse politica van de Partij van de Arbeid (PvdA). Sinds 13 juni 2023 is ze lid van de Eerste Kamer der Staten-Generaal. Daarvoor was ze van 2011 tot 2023 lid van de Provinciale Staten van Friesland, waarvan de laatste vier jaar als fractievoorzitter.

## Levensloop

### Opleiding
Janssen zat voor haar middelbare onderwijs op de Rijks HBS Breda, waarna ze natuur- en scheikunde studeerde aan de Rijksuniversiteit te Utrecht. In 1978 haalde ze haar diploma na een doctoraalexamen. Daarnaast had ze in 1988 een managementopleiding gedaan aan de Christelijke Hogeschool Windesheim.

### Werkzame leven
Janssen begon haar loopbaan als docent in de natuur-, schei- en wiskunde en techniek, wat ze deed van 1976 tot 1988. Daarna vervulde ze veelal bestuursfuncties in het onderwijs en de zorg. Van 1988 tot 1993 was ze directeur van de Wissesdwingermavo te Leeuwarden en van 1993 tot 2000 zat ze in het bestuur van het Slauerhoff College, na een fusie scholengemeenschap Piter Jelles geheten. Hierna was ze van 2000 tot 2004 algemeen directeur van bibliotheekserviceorganisatie CBD-Fryslân, en van 2004 tot 2007 was ze directielid van jeugdzorginstelling Het Poortje te Groningen. Ze was van 2010 tot 2012 lid van de raad van bestuur van behandelcentrum Woodbrookers te Kortehemmen, en ten slotte van 2012 tot 2018 algemeen directeur van gehandicaptenzorginstelling De Waerden.

### Politiek
Janssen is politiek actief geworden vanaf 2001 vanwege de opkomst van Pim Fortuyn met zijn LPF, waarbij ze iets wou doen tegen de verrechtsing in de politiek.
In 2011 werd ze namens de PvdA lid van de Provinciale Staten van Friesland, waar ze de portefeuille landbouw, natuur en water kreeg. Van 2019 tot 2023 was ze er ook fractievoorzitter. In 2022 was ze informateur voor de collegevorming in de gemeente Súdwest-Fryslân, die resulteerde in een coalitie van PvdA, CDA en FNP. Daarnaast werkte ze mee aan het essay De mens terug in het middenbestuur van het Centrum voor Lokaal Bestuur.
Na de Provinciale Statenverkiezingen 2023 verliet ze als Statennestor de provinciale politiek. Enkele weken voor haar vertrek werd ze uitgeroepen tot beste Statenlid van de voorgaande vier jaar. Op 13 juni 2023 werd ze lid van de Eerste Kamer, als lid van de gezamenlijke fractie van GroenLinks-PvdA.

## Privé
Janssen is met pensioen. Ze is in 1976 getrouwd en heeft een dochter met het syndroom van Down en een zoon.